# Średniowieczne kroniki duńskie
Lista duńskich średniowiecznych kronik, prac historycznych oraz annałów. Prace te, pisane w języku łacińskim, często stanowią podstawową wiedzę o dawnej historii Danii. Lista nie jest kompletna.

## Kroniki
- Brevis Historia Regum Dacie (historia Danii autorstwa Swena Aggesena)
- Chronica Jutensis (Kronika jutlandzka, XIV wiek)
- Chronicon Lethrense (Kronika królów Lejre, XII wiek)
- Chronicon Roskildense (Kronika z Roskilde)
- Chronica Sialandie  (Starsza Kronika Zelandzka, 1028–1307)
- Chronica Sialandie  (Młodsza Kronika Zelandzka, 1308–1366)
- Compendium Saxonis (opracowanie Gesta Danorum zawarte w Kronice jutlandzkiej)
- Gesta Danorum (historia Danii autorstwa Saxo Gramatyka)

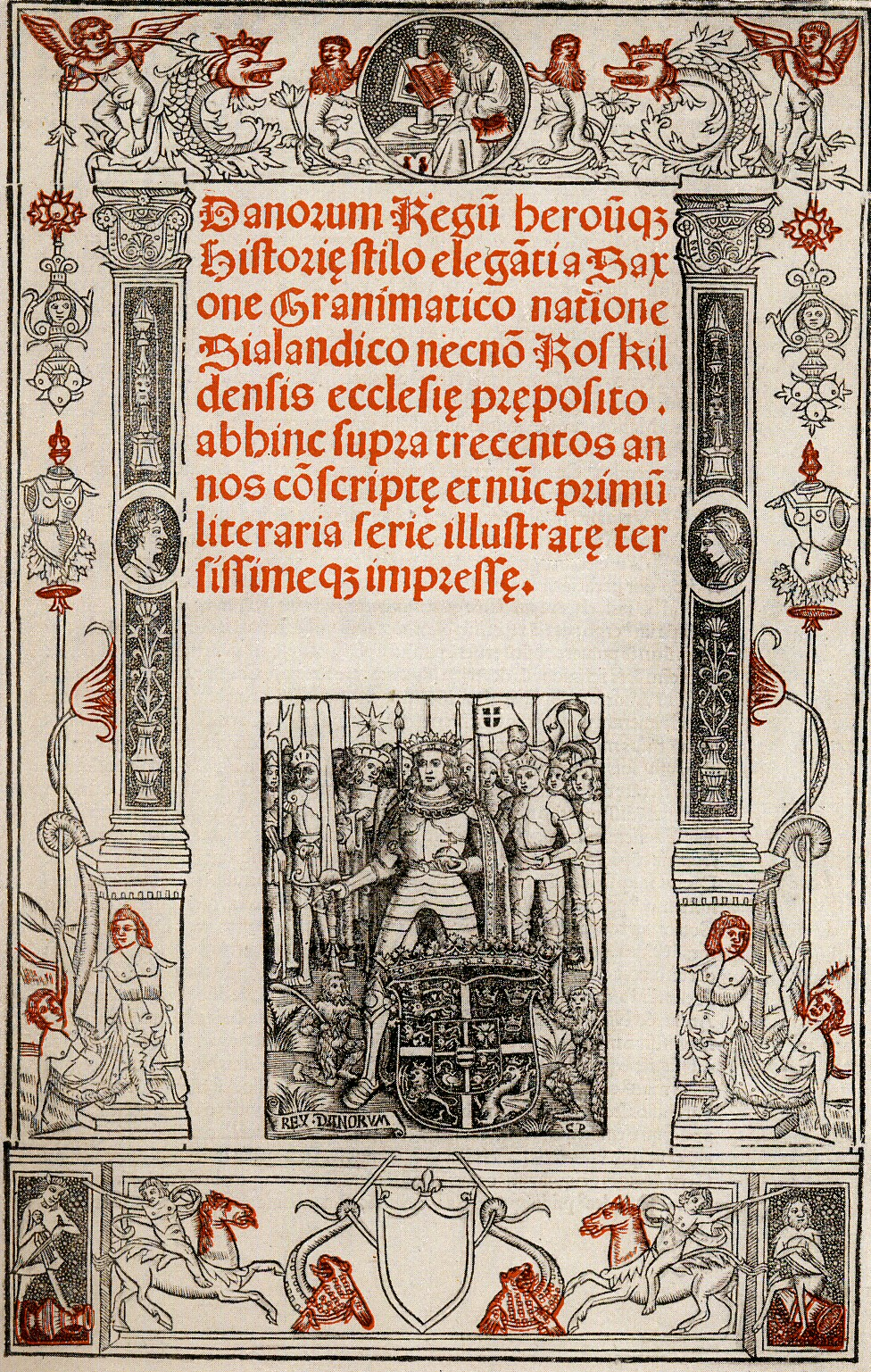
Gesta Danorum

## Prawa
- Codex Holmiensis (Jyske Lov, prawo jutlandzkie Waldemara Zwycięskiego)
- Zelandzkie prawo Waldemara
- Zelandzkie prawo Eryka
- Codex Runicus (prawo skańskie, najstarsze zachowane nordyckie prawo)

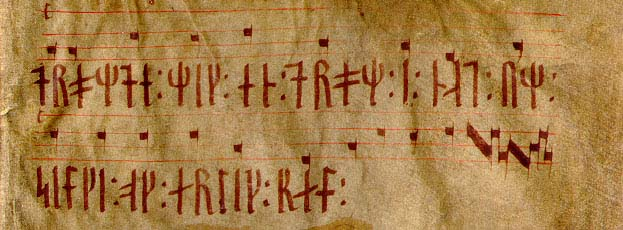
Neumy i tekst Drømte mig en drøm i nat w Codex Runicus

## Annały
- Annales ad annum 1290 perducti (roczniki do roku 1290)
- Annales Albiani
- Annales Colbazenses (roczniki Colbaza)
- Annales Dano-Suecani (szwedzko-duńskie roczniki 916-1263)
- Annales Essenbecenses (roczniki Essenbæka)
- Annales Lundenses (roczniki Lunde)
- Annales Nestvedienses 821-1300 (Starsze Roczniki Næstved)
- Annales Nestvedienses 1130–1228 (Młodsze Roczniki Næstved)
- Annales Ripenses (roczniki Ribe)
- Annales Ryenses (roczniki Ryd)
- Annales Scanici (roczniki ze Skanii)
- Annales Slesuicenses (rocznik z Szlezwigu, 1270)
- Annales Sorani 1130-1300 (Starsze roczniki Sorø)
- Annales Sorani 1202-1347 (Młodsze roczniki Sorø)
- Annales Waldemariani (roczniki Waldemara)
- Annales 67 –1287
- Annales 980-1286
- Annales 841-1006
- Annales 1095-1194
- Annales 1098-1325
- Annales 1101-1313
- Annales 1246-1265
- Annales 1259-1286
- Annales 1275-1347
- Ex Annalibus Dano-Suecani 826-1415 (duńsko-szwedzkie roczniki)
- Collectanea Petri Olai (zapisy franciszkanina Pedea Olsensa)

## Spisy
- Series Regum Danie ex Necrologio Lundensi
- Catalogus Regum Danie
- Series ac breuior historia regum Danie
- Reges Danorum
- Nomina Regum Danorum
- Wilhelmi Abbatis Genealogia Regum Danorum
- Incerti Auctoris Genealogia Regum Daniæ
- Liber Census Daniæ (spis powszechny króla Waldemara)

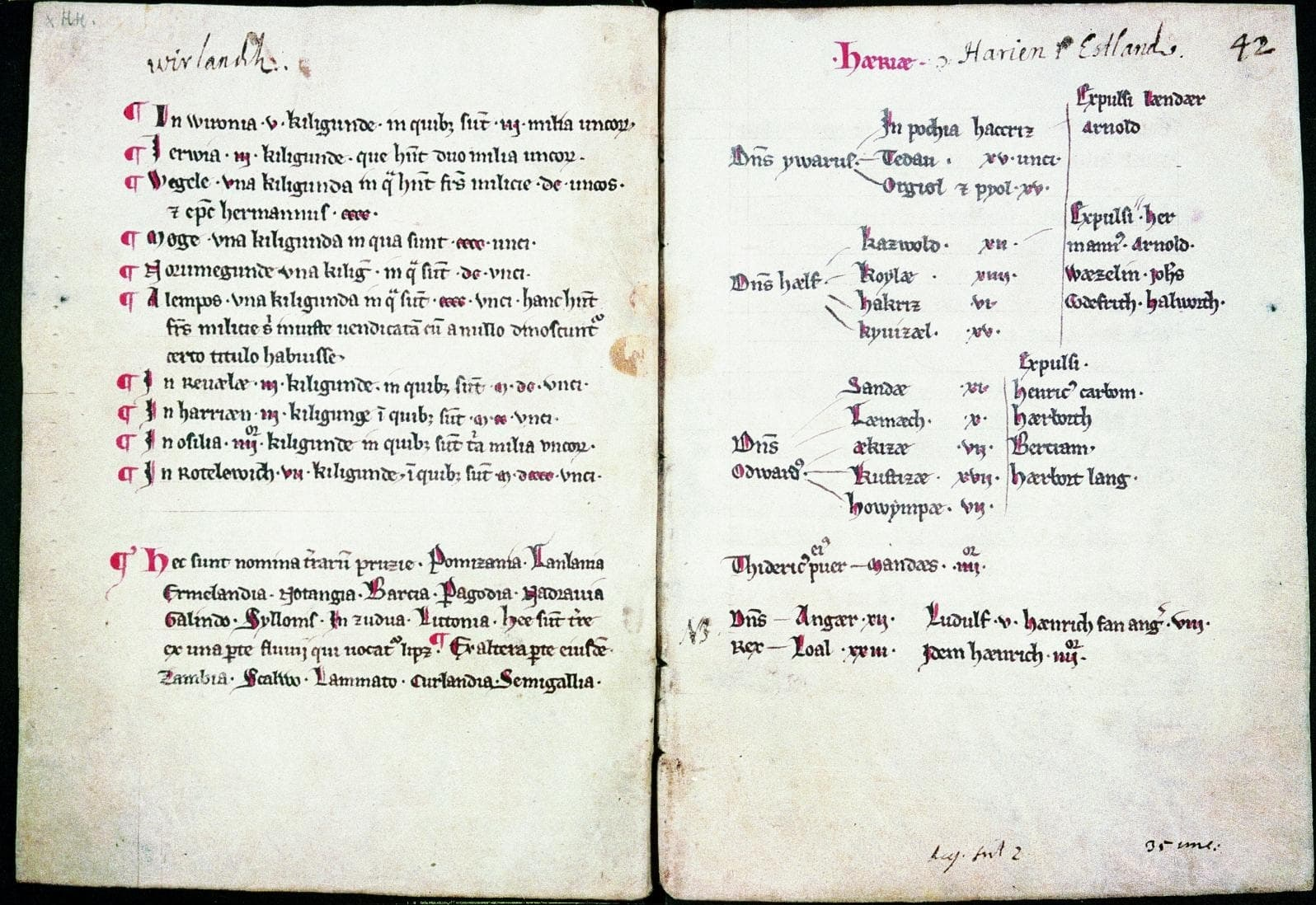
Karty z Liber Census Daniae. Na dole lewej karty lista ziem pruskich.

## Inne
- Planctus de captiuitate regum Danorum
- Planctus de statu regni Danie